# Karla Constant
Karla Andrea Constant Capetillo (Valparaíso, 17 de diciembre de 1972) es una relacionista pública y presentadora de televisión chilena que actualmente trabaja en Canal 13.

## Carrera
Si bien partió en televisión en 1996 en UCV TV, no fue hasta su llegada a Canal 13 en 1998 que se hizo conocida animando programas como Si se la puede, gana y Video loco.
En marzo de 2002 debutó en la conducción del programa de mediodía Con ustedes junto a Julio Videla. Debido al buen resultado, a fines de ese año fue trasladada al matinal Viva la mañana, donde se mantuvo por más de tres años.
En 2006 debutó en el género de los reality show con La casa y posteriormente Expedición Robinson, la isla VIP.
En 2007 regresó al horario matinal, ahora con un proyecto llamado Juntos, el show de la mañana, hasta que en 2008 deja Canal 13 y se radica en Argentina debido a su matrimonio con el productor Salvador León.
A mediados de 2011 Karla vuelve a Chile y se integra nuevamente a la conducción en su antiguo canal, reemplazando a la presentadora Diana Bolocco en el dating show 40 o 20 de Canal 13.
En enero de 2012 fue presentadora del reality fenómeno de audiencia en Chile Mundos opuestos; dos meses después del final del programa vuelve a presentar un reality, esta vez Pareja perfecta. A comienzos de 2013 conduce la secuela de Mundos opuestos, Mundos opuestos 2. En el segundo semestre de 2013 Karla se encuentra en la conducción del exitoso programa Sueño XL y como rostro fuerte de Canal 13.
A principios de 2014 Constant abandonó Canal 13 para incorporarse a Mega; durante el 2014 partió conduciendo el programa de farándula Secreto a voces, reemplazando a la antigua animadora Pamela Díaz; en octubre el programa de farándula es cancelado para dar paso a la nueva telenovela del canal Pituca sin lucas. Además, durante el mundial de Brasil 2014 Constant condujo Vive Brasil, programa que obtuvo una tibia sintonía, para en noviembre de 2014 conducir el reality Amor a prueba.
En 2017 asume la conducción del matinal Mucho gusto después de haber desplazado a Katherine Salosny a quien había reemplazado mientras se encontraba con licencia médica producto de un accidente casero. En 2019 anunció su salida de Mucho gusto y su retiro de Mega.
Sin embargo, a fines de 2020, Karla Constant regresó a Mega y retomó la conducción de Mucho gusto. En 2021 también condujo los estelares Got Talent Chile, junto a María José Quintanilla, y The covers.
En septiembre de 2022, nuevamente deja el Mucho gusto, aunque siguió ligada a Mega. En enero de 2023, conduce un nuevo franjeado cultural llamado De paseo junto a María José Quintanilla.
El 25 de julio de 2023 Constant abandona Mega para regresar a Canal 13.
Desde el 1 de octubre de 2023 comenzó la conducción  
del reality Tierra Brava junto a Sergio Lagos.

## Vida personal
En mayo de 2008 se casó con el productor argentino Salvador León tras cuatro meses de noviazgo. Ambos se mudaron a Argentina y en octubre del mismo año nació su primer hijo, Pedro. Sin embargo, a mediados del 2011, Constant regresó a Chile luego de separarse de su marido.
En 2016 y junto a su segundo marido, el publicista Andrés Villaseca, Constant se convirtió en madre de Rocco, su segundo hijo.

## Programas de televisión
| Año           | Programa                                        | Rol                     | Canal                      |
| ------------- | ----------------------------------------------- | ----------------------- | -------------------------- |
| 1996          | Pipiripao                                       | Conductora              | UCVTV                      |
| 1997          | Descolgados                                     | Conductora              | UCVTV                      |
| 1998-2003     | Si se la puede, gana                            | Conductora              | Canal 13                   |
| 2000          | Sin mochila                                     | Conductora              | Canal 13                   |
| 2000          | Esperando el 2001                               | Conductora              | Canal 13                   |
| 2001          | Video loco                                      | Conductora              | Canal 13                   |
| 2001-2002     | La mañana del 13                                | Conductora              | Canal 13                   |
| 2002          | Con ustedes                                     | Conductora              | Canal 13                   |
| 2002-2005     | Viva la mañana                                  | Conductora              | Canal 13                   |
| 2003          | Caído del cielo                                 | Conductora              | Canal 13                   |
| 2006          | La casa                                         | Conductora              | Canal 13                   |
| 2006          | Alfombra roja                                   | Conductora              | Canal 13                   |
| 2006          | Expedición Robinson, la isla VIP                | Conductora              | Canal 13                   |
| 2007-2008     | Juntos, el show de la mañana                    | Conductora              | Canal 13                   |
| 2011          | 40 ó 20                                         | Conductora              | Canal 13                   |
| 2012          | Mundos opuestos                                 | Conductora              | Canal 13                   |
| 2012          | Pareja perfecta                                 | Conductora              | Canal 13                   |
| 2012          | Vértigo                                         | Conductora              | Canal 13                   |
| 2013          | Mundos opuestos 2                               | Conductora              | Canal 13                   |
| 2013          | Sueño XL                                        | Conductora              | Canal 13                   |
| 2014          | Vive Brasil                                     | Conductora              | Mega                       |
| 2014          | Secreto a voces                                 | Conductora              | Mega                       |
| 2014-2015     | Amor a prueba                                   | Conductora              | Mega                       |
| 2015-2016     | Código rosa                                     | Conductora              | Mega                       |
| 2015-2016     | The Switch Drag Race: El arte del transformismo | Conductora              | Mega                       |
| 2016          | Peso pesado                                     | Conductora              | Mega                       |
| 2016          | ¿Volverías con tu ex?                           | Invitada                | Mega                       |
| 2016-2018     | Mucho gusto                                     | Panelista               | Mega                       |
| 2017          | Doble tentación                                 | Conductora              | Mega                       |
| 2017          | La divina comida                                | Participante anfitriona | Chilevisión                |
| 2018-2021     | Mucho gusto                                     | Conductora              | Mega                       |
| 2018          | The Switch Drag Race: Desafío Mundial           | Conductora              | Mega                       |
| 2019          | Copa Culinaria Carozzi                          | Conductora              | Mega                       |
| 2021          | Got Talent Chile                                | Conductora              | Mega                       |
| 2021-2022     | The covers                                      | Conductora              | Mega                       |
| 2023          | De paseo                                        | Conductora              | Mega                       |
| 2023-presente | Tu día                                          | Conductora reemplazante | Canal 13                   |
| 2023-2024     | Tierra brava                                    | Conductora              | Canal 13 Latina Televisión |
| 2024          | ¿Ganar o servir?                                | Conductora              | Canal 13 Latina Televisión |
| 2024-2025     | Palabra de honor                                | Conductora              | Canal 13 Latina Televisión |
| 2025          | Hay que decirlo                                 | Conductora reemplazante | Canal 13                   |
| 2025          | Hola y adiós, historias de aeropuerto           | Conductora              | Canal 13                   |
| 2025          | Mundos opuestos                                 | Conductora              | Canal 13                   |

## Telenovelas
| Año       | Título          | Rol        | Canal    |
| --------- | --------------- | ---------- | -------- |
| 2005      | Los simuladores |            | Canal 13 |
| 2007-2008 | Lola            | Ella misma | Canal 13 |